# David Mendes
Manuel David Mendes (Cazenga, Luanda, 6 de maig de 1962) és un advocat i polític angolès, anomenat "o advogado dos pobres" a causa de la seva oposició a la corrupció a Angola. Hom considera que el seu treball ha reforçat l'oposició política angolesa. David Mendes és vist com un advocat no compromès amb el règim.
David Mendes és advocat i director de litigació de l'ONG de drets humans Associação Mãos Livres i va dur campanyes judicials contra l'Estat angolès per danys morals.

## Premis
Fou guardonat amb el Premi Martin Luther King dels Drets Humans per l'ambaixada dels Estats Units a Angola, com a reconeixement del seu treball en defensa dels drets humans al país. És casat i té sete fills.